# Vladislav Trubitsyn
Vladislav Rinatovich Trubitsyn (tiếng Nga: Владислав Ринатович Трубицын; sinh ngày 11 tháng 7 năm 1997) là một cầu thủ bóng đá người Nga thi đấu cho F.K. Orenburg-2.

## Sự nghiệp câu lạc bộ
Anh có màn ra mắt tại Giải bóng đá chuyên nghiệp quốc gia Nga cho F.K. Orenburg-2 vào ngày 20 tháng 10 năm 2017 trong trận đấu với F.K. Lada Togliatti.